# Перкоцоне (Пезаро и Урбино)
Перкоцоне је насеље у Италији у округу Пезаро и Урбино, региону Марке.
Према процени из 2011. у насељу је живело 21 становника. Насеље се налази на надморској висини од 399 м.